# Парфёнково
Парфёнково — деревня в Сергиево-Посадском районе Московской области, в составе муниципального образования Сельское поселение Шеметовское (до 29 ноября 2006 года входила в состав Закубежского сельского округа).

## Население
| 2002 | 2006 | 2010 |
| ---- | ---- | ---- |
| 0    | →0   | →0   |

## География
Парфёнково расположено примерно в 45 км (по шоссе) на север от Сергиева Посада, на безымянном ручье, притоке реки Дубны, высота центра деревни над уровнем моря — 140 м.